# 坂本つとむ
坂本 つとむ（さかもと つとむ、1963年1月24日 -）は、日本のシンガーソングライター・俳優・タレント。愛知県名古屋市出身。
所属事務所は株式会社クイーンズカンパニー、レコード会社はテイチクエンタテインメント。ニックネームは「つーちゃん」。血液型A型、身長175cm、特技は料理。

## 活動歴
- 1983年4月 プロ歌手として 都内及び近郊のライブハウスなどで活動。
- 1991年6月 テディボーイズを結成。
- 1993年12月 坂本つとむ & 大塚ひろき（ユニット名）を結成。
- 2012年9月 坂本つとむ with ケンイチ大倉 （つとケン）を結成。
- 2018年4月 ユニット活動を解散しソロ活動開始。

## 楽曲制作
- 1983年
  - 「涙Cry涙」（EasterMusic）C/W「涙のエアポート」
    - 全作詞・作曲：坂本つとむ
- 1985年
  - 「ガラスの恋」（EasterMusic）C/W「Kiss Me Please」
    - 全作詞・作曲：坂本つとむ
- 1992年
  - アルバム「I Miss Rock You」（EasterMusic）10曲入
- 1994年
  - 「ためらい…」（ファンハウス）C/W「シークレットラブ」
    - TBS「所さんのワーワーブーブー」挿入歌」
    - 全作詞・作曲：坂本つとむ
- 1995年
  - 「噂のMr.B・Bee」（ファンハウス） 歌：テディボーイズ（坂本つとむ & 大塚ひろき）
    - 作詞：横山武　作曲：野村義男　編曲：新川博（オリジナル作曲：福田裕彦、竹間淳）
    - ハドソンゲームソフト「ボンバーマン」イメージソング
- 2002年
  - アルバム
    - 「運動会☆ロックラッセーラ跳べ跳べハネト」収録曲[3]（ビクターエンタティンメント）
    - 「発表会☆ハマチのロックンロール」収録曲[4]（ビクターエンタティンメント）
    - 「君を強く抱きしめたい」（EasterMusic）
- 2003年
  - ミニアルバム「次はお前だ!」　C/W「エンゼル・フェイス」「1000本の薔薇」
    - 全作詞・作曲：坂本つとむ

  - ミニアルバム「グッドフェローズ」（ハーレーダビッドソンチームイメージソング）（EasterMusic）
- 2004年 
  - アルバム「Woman/Diana」2枚組 （内海利勝ギター参加）
- 2005年
  - 「2002年ロックンロールカーニバル ドキュメントDVD」
- 2012年
  - 「セレナーデ～恋人たちへ」[5]（ユニバーサルミュージック）
    - C/W「次はお前だ! ～ORCHESTRA VER.～」
      - 全作詞・作曲：坂本つとむ
- 2013年
  - 「雨に濡れても」[6]（ユニバーサルミュージック）
    - C/W「悪魔と天使」「男にだって泣きたい夜もある」「Bring Back Love Again～あの頃へ～」「Good Fellas～男の友情～（「ジョニー大倉 復活 応援Song」・ボーナス･トラック）」月に抱かれて～Moon Light Love～（「ジョニー大倉 復活 応援Song」・ボーナス･トラック、作詞：毛利ケンイチ）
      - 全作詞・作曲：坂本つとむ（特記以外）
- 2014年
  - 「ひとすじの光」芳賀一郎[7]（ユニバーサルミュージック）
    - 作詞：芳賀一郎、作曲：坂本つとむ（楽曲提供）

  - 「1000本の薔薇」[8]（ユニバーサルミュージック）
    - C/W「Summer Vacation」「東京カラー」（以上作詞：Mike Taylor） 
      - 全作詞・作曲：坂本つとむ（特記以外）
- 2015年
  - 「Johnny Be Back」[9]（ユニバーサルミュージック）
    - C/W「I Miss Rock You（作詞：ケニー大倉）」「白い教会」「月に抱かれて～Moon Light Love～ (Acoustic Ver.)（作詞：ケニー大倉）」「次はお前だ! ～Orchestra Ver.～」
      - 全作詞・作曲：坂本つとむ（特記以外）

  - 「愛の輪舞（ロンド）」[10]（ラーズフルクリエーション）　C/W「愛のしずく」
    - 全作詞：大倉賢一・作曲：坂本つとむ
      - （USEN演歌・歌謡曲部門第12位（平成27年10月30日～11月5日）
- 2016年
  - 立花なお「テディガールズラブ[11]」（ラーズフルクリエーション）　C/W「涙のシルエット」
    - 全作詞：ケンイチ大倉・作曲：坂本つとむ（楽曲提供）

  - かすみ「小名浜恋唄[12]（作詞：ケンイチ大倉）」（ラーズフルクリエーション）
    - C/W「一筋の光（作詞：芳賀一郎）」
      - 全作曲：坂本つとむ（楽曲提供）

  - 大倉弘也「ミッドナイトハリケーン[13]（作詞：ケンイチ大倉）」（ユニバーサル ミュージック）
    - C/W「My Love（作詞：大倉弘也）」
      - 全作曲：坂本つとむ（楽曲提供）

  - 小川たける「笑顔に戻るまでのピエロ[14]」
    - 作詞・作曲：坂本つとむ（楽曲提供）
- 2017年
  - 「愛で殺して」[15]（ユニバーサルミュージック）C/W「きっと、ずっと君のそばに」
    - 全作詞：大倉賢一・作曲：坂本つとむ
      - USEN演歌・歌謡曲部門第7位（12月1日～14日）

  - 「東北英雄 阿弖流為(アテルイ)」[16]（ユニバーサルミュージック）
    - C/W「ミッドナイトソルジャー」「シンデレラマジック（歌：シンデレラマジックEAST）」「テディガールズラブ」
      - 全作詞：ケニー大倉・作曲：坂本つとむ
- 2018年
  - かすみ「No More Cry[17]」（アドニス・スクウェア）C/W「頬にキスして」
    - 作詞・作曲：坂本つとむ

  - 花を咲かそう[18]（映画「光リアル道」主題歌）
    - C/W「心の輪」「うれしすぎて、悲しすぎて」
      - 全作詞・作曲：坂本つとむ

  - 「坂本つとむ All Time The Best オムニバスVo1」
  - 「坂本つとむ All Time The Best オムニバスVo2」
- 2019年
  - いわき小学校 音楽絆ソング「愛の唄」
    - 作詞：川英雄、作曲：坂本つとむ
- 2020年
  - 「夜の果てに吹く風よ[19]」
    - 作詞：森浩美、作曲：坂本つとむ
    - （Vシネマ「織田同志会 織田征仁」主題歌 主演：的場浩司）配信

  - 「しゃれにならねえ[20]」作詞：及川眠子、作曲：都志見隆　配信
  - 「夏色の恋[21]」作詞：shizuma、作曲：ryumei　配信
  - 「波風を纏いながら[22]」作詞：及川眠子、作曲：ryumei　配信
  - 「セカンドプロポーズ -君しか愛せはしない-[23]」作詞：渡辺なつみ、作曲：森正明　配信
  - 「冬恋歌[24]」作詞：shizuma、作曲：坂本つとむ　配信
- 2021年
  - 「旅の空から[25]」作詞：河口京吾、作曲：平井夏美
    - BS日テレ「三宅裕司のふるさと探訪」エンディングソング　配信

  - 「LOSTプロポーズ」（テイチクエンタテインメント[26][27]）作詞：渡辺なつみ、作曲：森正明　（2022年1月度有線放送 問合せランキング1位[28]）配信・CD
    - C/W「夜景」作詞：松井五郎、作曲：坂本つとむ　配信・CD
- 2022年
  - 「BITTER SWEETS〜苦い果実[29]」（映画「コネクション」主題歌 主演：杉枝真結）
    - 作詞：和田将志　作曲：坂本つとむ　配信

  - 「それが答えになればいい[30]」作詞：松井五郎、作曲：三井誠　配信
- 2023年
  - アルバム「人生上等!（テイチクエンタテインメント[28][31]）」全12曲　CD

## 経歴
- シンガーソングライター、タレント、俳優として活動。

### 所属事務所
- 1990年
  - 「ミュージックハウスモズ」
- 1994年
  - 「プロダクション尾木」
  - レコード会社「ファンハウス」
  - 音楽出版社「ルーツ音楽出版」にてメジャー・デビュー
- 2004年
  - 「バーディ企画」所属
  - 自社公演舞台：女の一生」等
- 2008年
  - 「イースターミュージックプランニング」
- 2012年
  - 「アスタエンタテイメント」「アルバトロス音楽出版」委託契約
  - レコード会社「ユニバーサルミュージック」
  - 音楽出版社「DK音楽出版」
- 2014年12月
  - ラーズフルクリエーション株式会社
- 2017年4月
  - 株式会社クイーンズカンパニー

### 音楽活動及び記事
- 1994年、千葉ベイエフエムで2カ月連続リクエスト1位をきっかけに「ためらい…」（ファンハウス）でメジャー・デビュー。
  - 日本著作権協会（JASRAC）会員
- 2019年1月 福島民友新聞
- 2021年
  - 5月毎日新聞夕刊、Yahoo! News[32]に掲載
  - 11月福島民友新聞、福島民報新聞
  - 12月大阪日日新聞、カラオケ情報誌「カラオケエース」
- 2022年
  - 2月夕刊フジ、「LOSTプロポーズ」が有線1月度問合せランキング1位
  - 4月Yahoo! News[33]
  - 5月Yahoo! News[34]
  - 6月福島民友新聞
  - 9月毎日新聞
- 2023年
  - 2月毎日新聞夕刊
  - 3月熊本日日新聞、毎日新聞朝刊（九州）、日刊スポーツ
  - 4月
    - 月刊カラオケエース 5月号
    - ANA機内エンターテイメントオーディオ番組「ANA Sky Channel」にてアルバム「人生上等!」全曲配信（国際線4月・6月、国内線5月・6月）

  - 5月福島民友新聞朝刊
  - 6月日刊スポーツ、夕刊フジ「ぴいぷる」
  - 7月琉球新報、サンケイスポーツ
  - 8月日刊スポーツ、福井新聞、スポーツニッポン、サンケイスポーツ
- 2024年
  - 2月東京スポーツ
  - 3月和歌山新報
  - 4月 サンケイスポーツ
  - 5月 NEWSポストセブン
  - 10月 歌の手帖

## 出演

### テレビ・映画
- 1983年 東海テレビ放送「音楽村」（コンテスト番組）
  - 「涙Cry涙」歌唱　10月度月間チャンピオン受賞/年間最優秀作詞賞・作曲賞受賞
- 1990年 テレビ朝日「火曜サスペンス劇場」 他
- 1995年
  - NHK「ミュージック最前線」
  - TBSテレビ「所さんのワーワーブーブー」他
  - テレビ東京「歌う天気予報」「ドッペルゲンガー」他
- 1995年-1998年 フジテレビジョン「ものまね王座決定戦」
- 1996年-1997年 フジテレビ「オールスター大運動会」
- 1998年 TBS 「上岡龍太郎がズバリ!」他
- 2012年 テレビ東京「平成ワイワイジャンピング」
- 2016年
  - テレビ埼玉「アートハート倶楽部」
  - テレビ和歌山「5チャンDO!」
  - 群馬テレビ「カラオケチャンネル」
- 2018年
  - 映画
    - 「ヒトコワ」
    - 「最悪」
- 2019年
  - 歌謡ポップスチャンネル「孤独なロックンローラー～ 坂本つとむ」（2019年3月〜5週間）
  - 映画
    - 「CONFLICTコンフリクト~最大の抗争～ 第5章・第6章」
    - 「芸者2」
    - 「神家族 ～GOD FAMILY」
- 2020年
  - 映画「織田同志会 織田征仁」出演
  - インターネットTV大知由侑の「Only ONE Channel」ゲスト出演
  - ソタイ 〜組織犯罪対策部vs反社会勢力〜 - 警視庁組織犯罪対策部 四課刑事
  - MKTV「乙坂章子のなんだ坂乙坂ch」ゲスト出演
- 2021年
  - 映画「ねばぎば新世界」出演
  - インターネットTV「鳥越アズーリ」出演
- 2022年
  - 映画「夕方のおともだち」 出演
  - テレビ東京
    - 「月〜金お昼のソングショー ひるソン!」（4月22日）
    - 「洋子の演歌一直線」（6月19日）

  - BS12「山岸信美のミュージック倶楽部」（7月2日・8月27日）
  - 青森朝日放送「夢はここから生放送 ハッピィ」（11月26日）
- 2023年
  - テレビ東京「歌のサンセット」（3月24日）
  - 読売テレビ「朝生ワイド す・またん!」（3月28日）
  - ABA青森朝日放送「ハレのちあした」（4月21日）
  - 三重テレビ放送、KBS京都、岐阜放送、青森朝日放送、とちぎテレビ、BS12、千葉テレビ放送「竹島宏の歌MAX」（6月6日〜11日）
  - 青森テレビ「わっち!!」コメント出演（10月23日）
  - ABA青森朝日放送「ハレのちあした」（11月16日）
- 2024年
  - TOKYO MX「5時に夢中！」追跡コーナー（2月27日）
  - テレビ東京「歌のサンセット」（5月24日）

### テレビCM・ラジオ出演
- 1995年・1996年 テレビ「ハドソン 桃太郎電鉄 スリの銀次役」CM出演
- 1995年 有線放送 ラジオ番組：「ロックンロール最前線」メインパーソナリティ
- 2006年 ラジオ「健康食品ビューティアップ」挿入歌担当
- 2009年 渋谷FM「Shibuya Village Voice」 他ゲスト出演
- 2014年 FM福島「とびベティのヨーソローアタック」ゲスト出演
- 2015年
  - 和歌山放送,北九州シティエフエム
  - レインボータウンFM 『奈月れいのイレブンミュージック』
  - 2月18日 かわさき市民放送「内海利勝Love&Peace 同じ空の下から」 生出演
  - 調布エフエム放送（5月2日 - ）/エフエムゆーとぴあ（5月10日 - ）/南紀白浜コミュニティ放送（6月 - ）
    - 「Pop'n roll Pops」レギュラー出演
- 2017年 インターネットラジオ・水沢有美「今日は何色?」ゲスト出演
- 2018年
  - SimulRadio「あいかわい翔のそういやぁ最近」レギュラー出演
  - エフエム福島「芳本美代子の光リアル道」レギュラー出演
- 2019年
  - interFM897「Sound Paradigm」（アシスタント:香山智里）自身のレギュラー番組開始
  - SimulRadio「河田京子のママそら」ゲスト出演
  - 横浜エフエム放送にて「ALLNIGHT VIBES」（パートナー：ササキオサム）レギュラー番組開始
- 2021年
  - 渋谷クロスFM 「関口誠人のSpicy Night」
  - TOKYO FM「ON THE PLANET」
  - 横浜エフエム放送「加藤雅也のBANG BANG BANG[35]」
  - エフエムナックファイブ「富澤一誠のAge Free Music!」
  - 東北放送・福井放送・山口放送・熊本放送「木河淳の新・流行音楽堂
  - 茨城放送「土曜の漢...村田智史」
  - 朝日放送ラジオ「伊藤史隆のラジオノオト」
  - エフエム京都「谷口キヨコのCHUMMY TRAIN」
  - MBSラジオ「Mタウン」
  - エフエム大阪「POPS 851」
  - 鳥越アズーリFM「夢への想い」
  - エフエムたじみ「PiPi Twilight Way」ライブ「LOSTプロポーズLiveツアー2021」生中継
  - 岐阜放送ラジオ「ココロのオト 昼レコ!」
  - MID-FM「elsh Entertainment Pin-Up!」（以上、ゲスト出演）
- 2022年
  - 1月
    - いわき市民コミュニティ放送「とびベティのヨーソローアタック」
    - MID-FM「MIDカラオケ天国」
    - 東海ラジオ放送「原光隆の歌謡曲主義」
    - CBCラジオ「さゆりんの歌謡ベストテン」
    - エフエム富士「FRIDAY PUNCH★」
    - FM NACK5「富澤一誠のAge Free Music!」（以上ゲスト出演）

  - 2月
    - ラジオ関西 「三上公也の朝は恋人」
    - エフエム愛知 坂本つとむの「LOSTプロポーズ」（2月度マンスリーレギュラー）

  - 3月 名古屋テレビ塔配信番組「なごチューブ」ゲスト出演
  - 4月 渋谷クロスFM「関口誠人のSpicy Night」ゲスト出演
  - 5月
    - ニッポン放送
      - 「あなたにハッピー・メロディ」
      - [36][37][38]

    - InterFM897「富澤一誠のAge Free Music!」
    - 愛知北エフエム放送「はーさん・AMYの昭和でゴーゴー!」（以上ゲスト出演）

  - 6月
    - アール・エフ・ラジオ日本「加藤裕介の横浜ポップJ」ゲスト出演

  - 7月
    - KBS京都ラジオ「妹尾和夫のパラダイスKyoto」（1日）
    - エフエム熱海湯河原「姫貴さゆりのSweetsRoomへようこそ!」（4日）
    - USEN radio encore「Age Free Music 富澤一誠のこんないい歌、聴かなきゃ損![39]」（8日）
    - FMコミュニティ川口「モテないラジオ!」（26日）（以上ゲスト出演）

  - 8月
    - LOVE FM「スイッチオン!DAYTIME[40]」（1日）
    - NHK福岡放送局 ラジオ第1「はっけんラジオ」（1日）
    - エフエム福岡
      - 「ライヴのじかん」（13日）
      - 「TREASURE TIMES」（14日）

    - 岐阜放送ラジオ「ココロのオト昼レコ!」（26日）
    - 八王子FM「好きです歌謡曲・和泉静令のやっぱり笑顔がいちばん![41]」（27日）（以上ゲスト出演）

  - 9月
    - ウルトラFM「音楽図鑑」ゲスト出演（30日）

  - 10月
    - いわき市民コミュニティ放送「今を楽しむプログラム タイムリー」ゲスト出演（3日）
    - 北九州シティエフエム「門司情報探偵団」ゲスト出演（8日）

  - 11月 エフエム青森「ラジmott!!」ゲスト出演（25日）
- 2023年
  - 1月 InterFM897「富澤誠一のAge Free Music!」ゲスト出演（12日）
  - 2月
    - KBCラジオ「PAO〜N」（15日）
    - エフエム福岡「Ultra Radio Connection 〜DIG!!!!!!!! FUKUOKA」（15日）
    - ラブエフエム国際放送「Music×serendipity」（15日）
    - 熊本放送「塚原まきこの福ミミらじお」（16日）
    - エフエム熊本
      - 「FMK RADIO BUSTERS」（16日）
      - 「FMK InStyle[42]」（23日）（以上ゲスト出演）

  - 3月
    - エフエム京都「a-station ONE FINE DAY」（1日）
    - ラジオ大阪「Hit&Hit!」（1日）
    - 岐阜放送「ココロのオト 昼レコ![43]」（2日）
    - MID-FM「FRESH!FINE!RADIO!」（2日）
    - 熊本シティエフエム「すいッチ!」（8日）
    - MID-FM「月刊カラオケエース 喫茶カラオケ天国」（11日）
    - CBCラジオ「歌謡ベストテン」（26日）
    - FM NACK5「GOGOMONZ」（29日）（以上ゲスト出演）

  - 4月
    - 南海放送「松原健之のBitter&Sweetの音茶メロらじお[44]」ゲスト出演（8日・15日）
    - 青森放送「らじすく!エア」ゲスト生出演（21日）
    - FM青森「ラジmott!!」ゲスト生出演（21日）
    - 東海ラジオ放送「金シャチ劇場[45]」ゲスト出演（21日）
    - 尾張アズーリFM「坂本つとむの人生上等!」ラジオパーソナリティ（24日）

  - 5月
    - MID-FM「坂本つとむの人生上等!」ラジオパーソナリティMC（10日-）
    - 琉球放送「わんDAY」ゲスト出演（12日）
    - 渋谷クロスFM「アリス矢沢透のなんでも応援団![46]」（18日）
    - ラジオ沖縄「メジャーエンカー」（18日）（以上ゲスト出演）

  - 6月
    - 葛飾エフエム放送「大樹ゆたかのワンダフルタイム」ゲスト出演（15日）

  - 7月
    - 渋谷クロスFM「午後のひととき〜izu Mi igaの音楽大好き」（17日）
    - FM NACK5「富澤一誠のAge Free Music!」（27日）（以上ゲスト出演）

  - 9月
    - 東海ラジオ放送「Music Submarine」ゲスト出演（17日）

  - 10月
    - RAB青森放送ラジオ「らじすく！エア」ゲスト出演（25日）

  - 11月
    - ラジオ関西「ばんばひろふみ！ラジオDEショー」（29日）
    - MBSラジオ「こんちわコンちゃんお昼ですょ！」（30日）（以上ゲスト出演）

  - 12月
    - MBCラジオ「城山スズメ」ゲスト出演（15日）
- 2024年
  - 1月
    - InterFM897「富澤誠一のAge Free Music!」ゲスト出演（18日）

  - 3月
    - 和歌山放送ラジオ「やるぜ！てっきゅう先生のサタデーナイト」ゲスト出演（23日）

### イベント
- 2011年-「脳脊髄液減少症」新ガイドライン発表に伴い各界専門家とのシンポジウムイベントのメインMC
- 2015年
  - 7月-「東名厚木健康センター」「相模健康センター」「草加健康センター」「万葉の湯」「竹取の湯」「東海健康センター」歌謡ショー
  - 8月 岐阜「オースタットホテル多治見」にてディナーショー
  - 9月 日韓チャリティーサッカー（横浜スタジアム）にて「国歌独唱」
  - 9月 沼津「Villa Effe」にてディナーショー
- 2017年
  - 6月1日 プロ野球交流公式戦「オリックス・バファローズ 対 東京ヤクルトスワローズ（大阪ドーム）」にてケンイチ大倉とともに「国歌独唱」
  - 第1回坂本つとむ杯ゴルフコンペ開催
- 2018年
  - 市ヶ谷えとわーるにて「坂本つとむBirthday Live2018」開催
  - いわきサンシャインマラソンイベント
  - 銀座NBクラブ 坂本つとむ 歌手生活35周年記念 ディナーショー開催
  - 第2回・第3回坂本つとむ杯ゴルフコンペ
  - 第63回赤羽馬鹿まつり
  - 一宮七夕祭りイベント
  - いわき街中コンサート
  - 郡山駅前にて　ふくしまFMイベント
  - 名古屋西商店会イベント
  - 北九州 チャチャタウン小倉 イベント
  - いわき菊田小学校にて音楽教室
- 2019年
  - 千葉県八街市36thEWPC CONGRESS RAININGエルラルドランチにて 国家独唱
  - 愛知県 名古屋城敷地特設ステージ「金シャチ横丁」イベン
- 2020年
  - 第5回坂本つとむ杯ゴルフコンペ
- 2022年
  - 名古屋マリオットアソシアホテルにてReToRu SUITS ファッションショー
  - 横浜ライブイベント7AVENUE
  - 映画「コネクション」の劇場公開前イベント
  - 名古屋シネマスコーレにて主題歌担当映画「コネクション」舞台挨拶登壇（5月8日）
  - 大阪第七藝術劇場にて主題歌担当映画「コネクション」舞台挨拶登壇（7月3日）
  - 「入道ちゃんの太鼓夏祭り～Summer Jamboree～」ゲスト出演（7月23日）
  - 北九州市小倉「チャチャタウン小倉」イベントステージライブ（7月30日）
  - 福島県いわき市「いわき街なかコンサート2022」イベントステージにてライブ（10月2日）
- 2023年
  - 静岡県浜松市「明るい社会づくり運動 静岡県浜北天竜地区協議会 創立45周年記念大会」（2月25日）
  - タワーレコード渋谷店 CUTUP STUDIO『Age Free Music Presents「坂本つとむLIVE 2023夏 俺たちオヤジはO世代?!～Aちゃんに憧れ今Gちゃん～」』（8月12日）
  - イオン八代ショッピングセンター「坂本つとむ ミニライブ」（8月20日）
  - 福島県いわき市「いわき街なかコンサート2023」イベントステージにてライブ（10月8日）
  - 北九州市小倉「チャチャタウン小倉」イベントステージにてライブ（12月17日）
- 2024年
  - 第70回名古屋まつり（10月19日）

### 舞台
- 1995年
  - ハドソン一座（座長：荒井注）に参加
  - 「誰がハドソン夢まつり95」に全国公演 スリの銀次役でレギュラー出演
- 2010年 舞台「ジョハリの夜」
- 2012年
  - 舞台「グッドラック工房」出演
  - ジョニー大倉主演「 キャロル 燃え尽きる」イベントにベースボーカルで参加
- 2014年 映像版「短き不在」に出演
- 2018年 東京倶楽部 舞台「Blue Bottle」出演（10月19日～28日）
- 2019年 東京倶楽部 舞台「欲望の街～NotSatisfied～」出演（6月5日～9日）
- 2023年 舞台「悪党どもが多すぎる」出演（東京公演9月26日〜10月1日）（名古屋公演10月6日・7日）全11公演

## ライブ

### ライブツアー
- 2020年10月〜12月
  - 「LOSTプロポーズアコースティックライブ&キャンペーン全国8箇所ツアー」
  - 青森/福島/東京/愛知/岐阜/京都/福岡
- 2021年8月〜12月
  - 「LOSTプロポーズ全国12箇所縦断ライブ&キャンペーンツアー」
  - 青森/福岡/東京/神奈川/千葉/埼玉/愛知/三重/岐阜/大阪/京都/福岡/鹿児島
- 2022年4月〜12月
  - 「Life is Coming 60th LOSTプロポーズ全国16箇所縦断ライブ&キャンペーンツアー」
  - 青森/福島/東京/神奈川/千葉/埼玉/愛知/三重/岐阜/大阪/京都/福岡/鹿児島
- 2023年2月〜「Life is Coming 60th Vo2 人生上等 ライブ&キャンペーン全国縦断ツアー」
  - 2月14日九州から開催
- 2023年10月〜2024年1月24日「人生上等！NEXT STAGE The Life is Better Tour」
- 2023年12月29日「The Acoustic Rock'nRoll Live 2023 at八王子」
- 2024年3月〜
  - 「The Life is Better 2024人生上等！Next Stage Acoustic & Classic LIVE Campaign全国ツアー」

### 慰問ライブ
- 2010年-2011年 栃木県宇都宮 障害者支援施設「晃丘会ひばり」
- 2012年-2014年 神奈川県 特別養護老人ホーム「松寿徳会はだの松寿苑」
- 2014年
  - 福島県「いわき市立菊田小学校/磐崎小学校/藤原小学校/長倉小学校」各体育館にて
  - いわき市長敬意訪問 市長室にて：清水敏男市長
- 2015年 福島県「いわき市菊田小学校」体育館にて
- 2017年 はだの松寿苑 慰問ライブ
- 2018年 福島なこそ授産所 自立就労支援きらきら作業所にて慰問ライブ

ジョニー大倉復活応援ライブ
- 2013年5月～2014年11月

ジョニー大倉公式追悼ライブ
- 2014年12月～2015年11月

### アーティストプロデュース
- 立花なお「テディガールズラブ」（アスタエンタティンメント）
- かすみ「小名浜恋唄」（アスタエンタティンメント）
- 大倉弘也「ミッドナイトハリケーン」（ユニバーサルミュージック）
- 小川たける「笑顔に戻るまでのピエロ」（アートハートレコード）
- 東北戦隊音楽プロデュース「東北英雄 阿弖流為」
  - C/W「ミッドナイトソルジャー」（ユニバーサルミュージック）
- シンデレラマジックEAST「シンデレラマジック」
  - C/W「テディガールズラブ」（ユニバーサルミュージック）

## タイアップ
| 楽曲                    | タイアップ                                                               |
| ----------------------- | ------------------------------------------------------------------------ |
| ためらい・・・          | TBS『所さんのワーワーブーブー』挿入歌                                    |
| 噂のMr.Be.Bee           | ハドソン『ボンバーンマン』ゲーム主題歌                                   |
| 東北英雄 阿弖流為       | 映画『阿弖流為』主題歌                                                   |
| 夜の果てに吹く風よ      | Vシネマ『織田同志会 織田征仁』主題歌                                     |
| 旅の空から              | BS日テレ『三宅裕司のふるさと探訪〜こだわり田舎自慢〜』エンディングソング |
| BITTER SWEETS〜苦い果実 | 映画『コネクション』主題歌                                               |